# Stanični korteks
Stanični kortekst, aktinski korteks i aktomiozinski korteks je specijalizirani sloj citoplazmatskih bjelančevina na unutarnjoj strani stanične membrane stanične periferije. Djeluje kao modulator ponašanja plazmatske membrane i osobina stanične površine. Kod većine eukariotskih stanica koje nemaju staničnu stijenku, korteks je aktinom bogata mreža koja se sastoji od filamenata F-aktina, miozinskih motora te bjelančevine koje vezuju aktin. Budući da su korteks i stanična membrana spojeni, igra središnju ulogu u kontroli stanična oblika. Bjelančevinske sastavnice korteksa prolaze nagli prijelaz, čineći korteks mehanički tvrd i visokoplastičnim, što su dvije osobine bitne za njegovo funkcioniranje. Većinom je kortekst debljine u rasponu od 100 do 1000 nanometara.
Po staničnom korteksu su homogeno raspoređena bjelančevinska uporišta koja su nužna za veziva
nje dineinskih motora. Dinein uporište nalazi na tim bjelančevinama koje su usidrene na korteksu, da bi mogao vući unutarstanične strukture, ili mora poslužiti se trenjem koje nastaje gibanjem tjelešaca kroz viskoznu citoplazmu. Mehanizam nije do kraja razjašnjen, ali prema otkrivenom iz pokusa kad se dineinski motor usidri na korteksu povlači vodeću mikrocjevčicu koja shodno tome povlači SPB. Svi dineinski motori nisu isti: jedni su slobodni i prisutni u citoplazmi, a drugi povezuju mikrocjevčicu sa staničnim korteksom. Dinein se na korteks vezuje u dva koraka: prvo na mikrocjevčicu, a potom znatno brže na korteks.